# Pararge calidia
Pararge calidia är en fjärilsart som beskrevs av Hans Fruhstorfer 1908. Pararge calidia ingår i släktet Pararge och familjen praktfjärilar. Inga underarter finns listade i Catalogue of Life.